# Robert Lespieau
Pierre Léon Robert Lespieau (* 15. Juli 1864 in Paris; † 21. April 1947 in Cannet) war ein französischer Chemiker und Hochschullehrer.

## Biografie
Robert Lespieau durchlief zunächst eine Lehramtsausbildung und wurde 1889 Agrégé de sciences physiques. Mit einer Arbeit Recherches sur les épidibromhydrines et les composés propargyliques (Untersuchungen über Epidibromhydrine und Propargyl-Verbindungen) wurde er 1896 promoviert. Später übernahm er eine Professur an der École Centrale Paris und begründete die dortige Fachrichtung der organischen Chemie.

## Publikationen
Er verfasste mehrere Lehrbücher der allgemeinen, anorganischen und organischen Chemie, die teils in zahlreichen Auflagen erschienen.

## Ehrungen
- Mitglied im Conseil der Société Chimique de France
- 1918: Jecker-Preis der Académie des sciences[4]
- 1923: Offizier der Ehrenlegion[5]